# Pierre Lê Tuy
Pierre Lê Tuy, en vietnamien Phêrô Lê Tùy (Hanoï, Tonkin en 1773 - A Quân Ban, District de Lộc Bình, Province de Lạng Sơn, Tonkin, 11 octobre 1833) est un prêtre vietnamien du XIXe siècle mort martyr au Tonkin (actuel Viêtnam). 

## Sa vie
Né dans une famille aisée tonkinoise convertie au catholicisme, il se distingue déjà jeune pour ses capacités intellectuelles. Le prêtre du village s'occupe de son éducation. À 17 ans il est envoyé au petit séminaire. Il décide finalement de se faire prêtre et entre au grand séminaire de Nam Binh. 12 ans plus tard il est ordonné prêtre et reçoit successivement en charge les paroisses de Chan Loc, Dong Thanh et Nam Duong.  
Sa vie prend alors un tournant dramatique lorsqu'en 1833, l'empereur Minh Mạng, très hostile aux chrétiens, publie un décret visant les missionnaires et prêtres catholiques. Pierre Lê Tuy est arrêté le 6 juin (ou 25 juin) de la même année. Il reste en prison plusieurs mois. Ses paroissiens tentent d'acheter sa liberté. Il refuse d'être libéré car la condition posée est de renoncer à sa vocation de prêtre. On lui « propose » de se présenter comme médecin. Le 11 octobre il est finalement mis à mort, décapité alors que la loi vietnamienne interdit l'exécution de toute personne âgée de plus de 60 ans. Son corps est enterré dans la paroisse de Trang Nua, avant d’être transféré dans sa paroisse natale de Bang So.

## Vénération
Pierre Lê Tuy fut béatifié le 27 mai 1900 par le pape Léon XIII et canonisé par le pape Jean-Paul II le 19 juin 1988. Il fait partie de la liste des dits 117 martyrs de Viêtnam. Il est fêté le 11 octobre.